# Barbie mesés karácsonya
A Barbie mesés karácsonya (eredeti cím: Barbie in a Christmas Carol) egész estés amerikai 3D-s számítógépes animációs film.
Magyarországon 2008. december 4-én adták ki DVD-n.

## Cselekmény
Eden Starling egy londoni színház ünnepelt színésznője. Eden Chuzzlewittel, beképzelt macskájával együtt önző módon rá akarják venni a színházat, hogy karácsony napján is próbáljanak! Dührohamában még pompás ruháinak tervezője és gyerekkori barátnője, Catherine sem tudja lebeszélni tervéről. Három fura karácsonyi szellemre vár a feladat elvinni Edent egy fantasztikus szünidei utazásra annak érdekében, hogy kitárja szívét az ünnepi hangulatra és megtapasztalja, milyen jó érzés adni.

## Szereplők
| Szereplő         | Eredeti hang | Magyar hang | Leírás |
| ---------------- | ------------ | ----------- | ------ |
| Leanne Araya     | ?            | ?           |        |
| Morwenna Banks   | ?            | ?           |        |
| Kathleen Barr    | ?            | ?           |        |
| Prudence Edwards | ?            | ?           |        |
| Shauntia Fleming | ?            | ?           |        |
| Fabrice Grover   | ?            | ?           |        |
| Pam Hyatt        | ?            | ?           |        |